# Green Island (Waikato)
Green Island ist die kleinste Insel der Inselgruppe der Mercury Islands, die mit ihren sieben Inseln zu Neuseeland gehört.

## Geographie
Die Inselgruppe, zu der die Insel gehört, befindet sich nordöstlich der Coromandel Peninsula im Norden der Nordinsel von Neuseeland.
Innerhalb der Inselgruppe stellt sie mit 4 ha die kleinste Insel dar und befindet sich im Dreieck zwischen Great Mercury Island (Ahuahu) im Nordwesten, Middle Island (Atiu) im Nordosten und Korapuki Island im Süden. Die Entfernungen zu den drei Inseln variieren zwischen 800 m und 1300 m. Green Island erstreckt sich über rund 350 m in Südwest-Nordost-Richtung und misst an der breitesten Stelle rund 200 m. Die höchste Erhebung der Insel kommt nicht über 50 m hinaus, was aber für den südwestlichen Teil der Insel steile Abhänge zu allen Seeseiten bedeutet. Die Insel wird nördlich, westlich und südlich von insgesamt rund einem Dutzend kleinerer Felseninseln umsäumt.
Administrativ zählt Green Island mit der Inselgruppe zu der Region Waikato.

## Geologie
Green Island ist wie die gesamte Inselgruppe vulkanischen Ursprungs.

## Besitzverhältnisse
Die Insel befindet sich staatlicher Hand, war ursprünglich Teil des Hauraki Gulf Maritime Parks und ist heute Teil des im Jahr 2000 neu gegründeten Hauraki Gulf Marine Park.

## Flora und Fauna
Die Insel ist bewaldet und von Buschwerk bewachsen. Aus Untersuchungen aus dem Jahr 1990 geht hervor, dass auf der Insel eine Population von in etwa 14.000 Paaren Tauchsturmvögel beheimatet ist.